# Плааки, Соломон
Соломо́н Чеки́зо Пла́аки (тсвана Solomon Tshekisho Plaatje; 9 октября 1876, Босхоф — 19 января 1932, Йоханнесбург) — южноафриканский общественный деятель, журналист, писатель, первый генеральный секретарь Африканского национального конгресса (до 1923 года — Южноафриканский туземный национальный конгресс).

## Биография
Плааки родился в 1876 году на ферме Доорнфонтейн возле Босхофа в Оранжевом свободном государстве. Он принадлежал к народу тсвана.
Плааки получил образование в Пниле, где он не только ходил в школу, но и брал дополнительные уроки у жены миссионера Эрнеста Вестфаля, Элизабет. Она познакомила его с английской литературой, а также давала уроки игры на пианино и скрипке. Позже он устроился на работу в почтовую службу Кимберли. Плааки обладал развитыми лингвистическими способностями и владел как минимум семью языками, включая родной тсвана. Этому во многом способствовало общение с представителями практически всех крупнейших этнических общностей, которые жили в это время в Кимберли. Его жена, Элизабет, с которой он познакомился как раз в Кимберли, была по происхождению мфенгу.
Начало англо-бурской войны 1899—1902 годов, Плааки встретил в Мафекинге, где он работал переводчиком. Он пережил осаду этого города бурами. В 1973 г. был издан дневник, который Плааки вёл в период осады Мафекинга с октября 1899 г. по конец марта 1900 г. Это произведение является уникальным источником по истории не только англо-бурской войны 1899—1902 гг., но и для изучения представлений новой африканской европейски образованной элиты, одним из ведущих представителей которой был Плааки.
Плааки, являясь тсвана по происхождению и живя в доме кхоси (так тсвана называли своих традиционных правителей и родовых старейшин) баролонгов Сайлеса Молемы, был тесно связан с африканским населением Мафекинга. Его служебные обязанности во время осады включали не только функции переводчика, но и составление регулярных отчётов о положении африканцев и об их вкладе в оборону города. Плааки также координировал деятельность лазутчиков и связных из числа баролонгов и на основе их донесений составлял доклады командованию британского гарнизона. В газете «Мафекинг мейл» Плааки регулярно публиковал отчёты и сообщения, полученные от африканских осведомителей. Их сведения, добытые напрямую из бурского лагеря, имели более оперативный характер, чем официальные депеши, пребывавшие в город с большой задержкой.
В 1902 году Плааки оставляет государственную службу и становится редактором газеты на тсвана Koranta ea Bechuana «Газета бечуанов». Позже принимал также участие в спорах вокруг орфографии тсвана, издавал газеты Tsala ea Becoana «Друг бечуанов» и Tsala ea Batho «Друг народа». Был автором многочисленных публицистических статей и очерков по истории тсвана, а также перевода на сетсвана ряда пьес Шекспира (сохранились Diphosho-phosho («Комедия ошибок») и Dikhontsho tsa bo Juliuse Kesara («Юлий Цезарь»)).
В 1914 году отправился в составе делегации Южноафриканского туземного национального конгресса, как тогда назывался АНК, в Великобританию, чтобы протестовать против закона «О землях туземцев», серьёзно ограничивавшего права чернокожего населения. Согласно его положениям в распоряжении африканского населения оставалось не более 8 % всей территории Южно-Африканского Союза. Во время своего пребывания в Великобритании он написал книгу, где описал трудности жизни африканского населения в ЮАС. Также за время пребывания в Великобритании им были изданы книги: «Поговорки сечуанов с их литературными переводами и европейскими аналогами» (1916) и «Хрестоматия текстов на сечуана в международной фонетической орфографии» (1916). Позже он ещё раз посетил Великобританию в 1919—1920 гг. Во время своего второго посещения этой страны, Плааки в составе делегации чернокожих южноафриканских деятелей встречался с премьер-министром Великобритании Д. Ллойд Джорджем, которому он изложил основные жалобы африканцев на несправедливые порядки и расистское законодательство Южно-Африканского Союза. В 1921—1922 гг. он посетил США и Канаду, после чего вернулся в Южную Африку. В 1931 г. он совершил поездку в Бельгийское Конго, чтобы изучить отношения между представителями различных рас на Медном поясе (Коппербелт).
В 1930 году вышел его исторический роман Mhudi — первый роман, написанный по-английский чернокожим автором из Южной Африки.
Плааки умер в 1932 году в Йоханнесбурге из-за осложнений, вызванных гриппом. В его часть назван муниципалитет в Северо-Капской провинции ЮАР.